# خاتونک
خاتونَک، روستایی در حاشیهٔ کلانشهر شیراز در استان فارس ایران است.
این روستا دارای دو قسمت ترک‌زبان و فارس‌زبان می‌باشد که قسمت ترک‌زبان از ایل قشقایی استان فارس می‌باشند که به دلیل آب و هوای خوش این منطقه در این منطقه ساکن شده‌اند که کار اکثراً آنها دامپروری می‌باشد و قسمت فارس‌نشین خاتونک کار اصلیشان در گذشته نه چندان دور کشاورزی و باغداری بوده‌است که بیشتر بافت خاتونک شامل باغ‌ها می‌باشد که بر خنک بودن این منطقه افزوده است.

## جمعیت
این روستا در دهستان قره باغ قرار دارد و براساس سرشماری مرکز آمار ایران در سال ۱۳۸۵، جمعیت آن ۹۲۶ نفر (۲۱۵خانوار) بوده‌است.